# USS Acme (AMc-61)
USS Acme (AMc-61) – trałowiec typu Accentor. Pełnił służbę w United States Navy w czasie II wojny światowej.
Jego stępkę położono 31 marca 1941 w Greenport Basin and Construction Company. Nazwę USS „Adamant” (AMc-61) nadano 17 maja 1941. Przemianowany na USS „Acme” 23 maja 1941. Zwodowano go 31 maja 1941. Wszedł do służby 11 września 1941.
W czasie wojny pełnił służbę na Atlantyku w pobliżu wschodniego wybrzeża USA.
Wycofany ze służby 13 grudnia 1945. Skreślony z listy jednostek floty 3 stycznia 1946.